# نوودمیتریفکا (داغستان)
نوودمیتریفکا (به لاتین: Novodmitriyevka) یک منطقهٔ مسکونی در روسیه است که در داغستان واقع شده‌است.